# Autzen Stadium

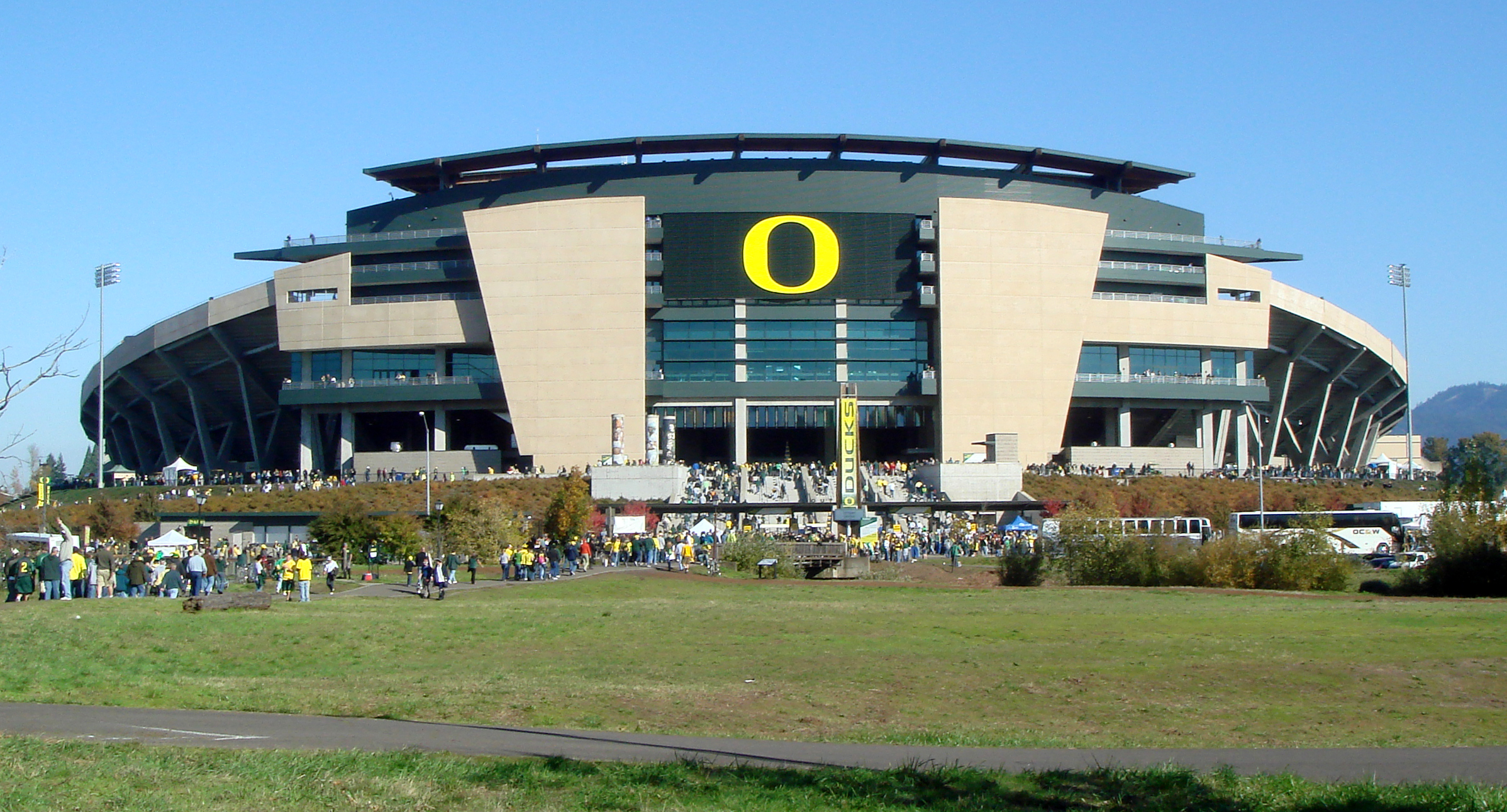
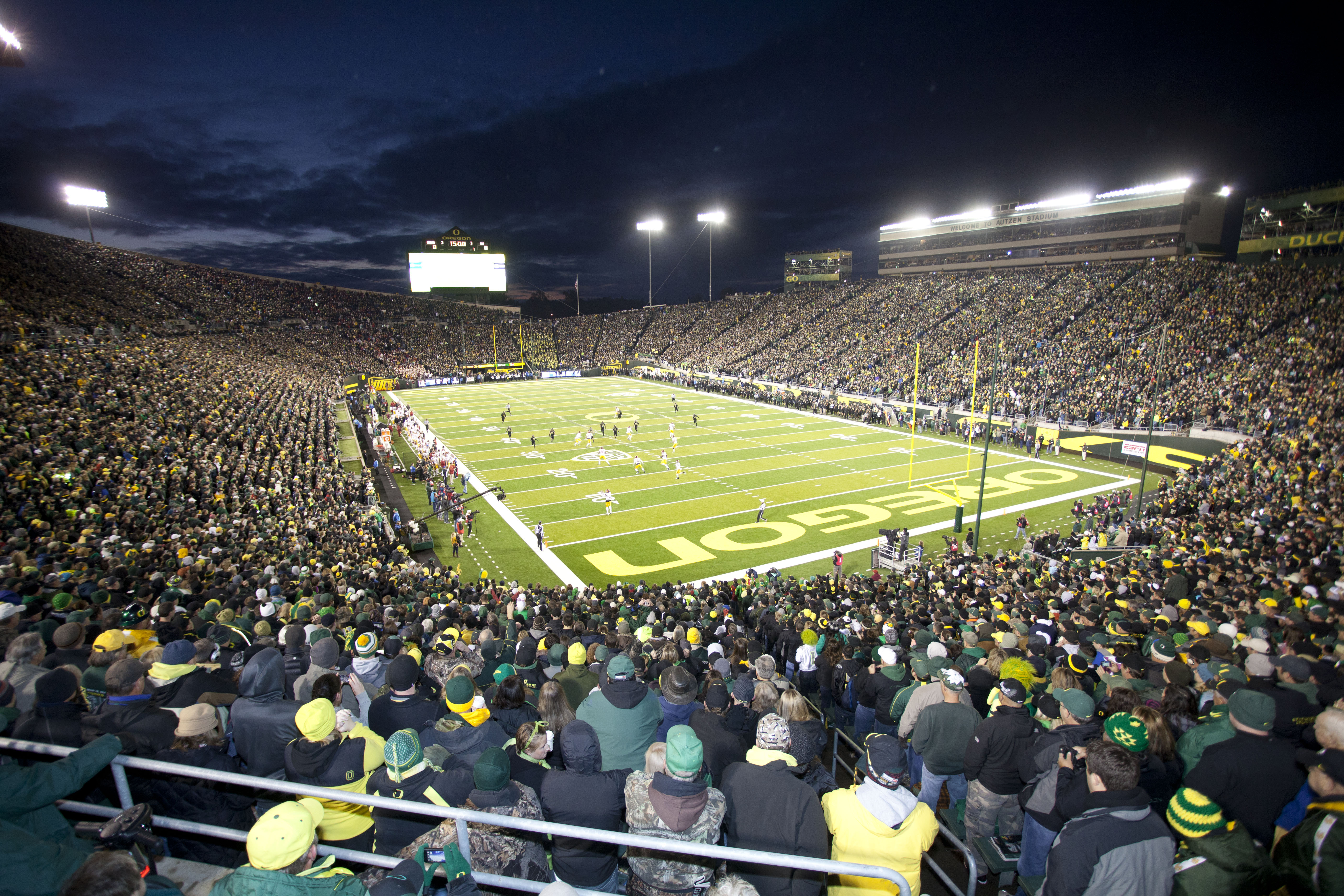

Autzen Stadium es un estadio de fútbol americano colegial ubicado en Eugene, Oregón, fue inaugurado en el año de 1967, tiene una capacidad para albergar a 54 000 aficionados cómodamente sentados, su equipo local son los Oregon Ducks de la National Collegiate Athletic Association.